# Egon Stief

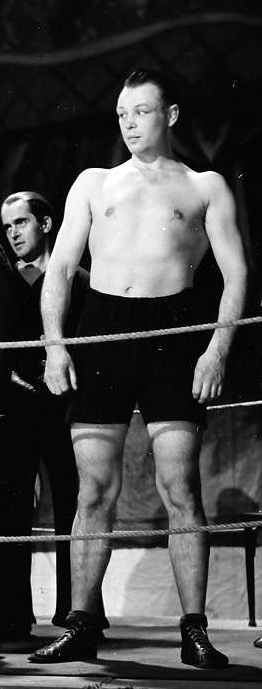
Egon Stief 1936 im Boxring (Kabarett der Komiker)

Egon Stief (* 22. Oktober 1906 in Berlin; † April 1969) war ein deutscher Schwergewichtsboxer und Schauspieler.

## Leben
Egon Stief begann seine professionelle Boxkarriere am 19. August 1927 mit einem Kampf gegen den Deutschen Karl Walter. Es folgten weitere 44 Kämpfe als Boxer, bei denen er insgesamt 16 Siege (davon 11-mal mit Knockout (k.o.)) errungen und 24 Niederlagen (4-mal k.o.) erlitten hat. Fünf Kämpfe von Stief endeten unentschieden. Den letzten Profiboxkampf bestritt er im Februar 1935 gegen Vittorio Zanetti, den er am Ende nach Punkten verlor.
Bereits während seiner aktiven Boxkarriere spielte er sich 1930 in dem Spielfilm Liebe im Ring selbst. In der von Reinhold Schünzel inszenierten Produktion waren in den Hauptrollen Max Schmeling und Olga Tschechowa zu sehen. In Zusammenhang mit diesem Film fand auch eine Schaukampftour von Max Schmeling statt. In Berlin absolvierte er in diesem Rahmen eine Sparringsrunde mit Egon Stief. Dabei musste Schmeling sein gesamtes boxerisches Können aufbieten, um gegen Stief den Schaukampf erfolgreich zu bestehen.
Nach der Verabschiedung vom professionellen Boxsport wurde Stief ab dem Jahr 1935 in zahllosen Filmen seiner Zeit überwiegend in Nebenrollen besetzt. So verkörperte er unter anderem Gerichtsbeamte, Gangster und Ganoven, Jahrmarktsbesucher oder Hausknechte. Zu den vielen Filmproduktionen gehörte 1935 auch ein weiterer Film mit Max Schmeling. In Knockout – Ein junges Mädchen, ein junger Mann unter der Regie von Carl Lamac und Hans H. Zerlett war darüber hinaus Anny Ondra, die Ehefrau von Schmeling, zu sehen. Im Jahr 1936 ist zudem ein Auftritt im Berliner Kabarett der Komiker dokumentiert. Hier trat er zu einem nicht ernsthaften „Boxkampf“ gegen den Schauspieler und Komiker Wilhelm Bendow an. 
Zu den vielen weiteren Filmen, in denen Stief mitwirkte, zählten zum Beispiel im Jahr 1938 die bekannten Produktionen Eine Nacht im Mai und Sergeant Berry, aber auch 1939 die Propagandafilme Robert und Bertram und Sensationsprozeß Casilla. Die letzte Rolle hatte er 1969 in einem Fernsehfilm des ZDF mit dem Titel Die Flucht nach Ägypten.

## Filmografie (Auswahl)
- 1930: Liebe im Ring
- 1931: Rubacuori
- 1935: Punks kommt aus Amerika
- 1935: Knockout – Ein junges Mädchen, ein junger Mann
- 1936: Stjenka Rasin
- 1936: Glückskinder
- 1937: Sieben Ohrfeigen
- 1937: Manege
- 1937: Sherlock Holmes: Die graue Dame
- 1937: Gasparone
- 1937/53: Starke Herzen
- 1938: Eine Nacht im Mai
- 1938: Sergeant Berry
- 1938: Verliebtes Abenteuer
- 1939: Der grüne Kaiser
- 1939: Männer müssen so sein
- 1939: Robert und Bertram
- 1939: Hochzeit mit Hindernissen
- 1939: Der Vorhang fällt
- 1939: In letzter Minute
- 1939: Die goldene Maske
- 1939: Sensationsprozeß Casilla
- 1939: Brand im Ozean
- 1940: Weltrekord im Seitensprung
- 1940: Ein Mann auf Abwegen
- 1940: Kriminalkommissar Eyck
- 1953: Knall und Fall als Detektive
- 1956: Tischlein, deck dich
- 1964: Frühstück mit dem Tod
- 1969: Die Flucht nach Ägypten (Fernsehfilm)